# Lathrolestes nigrifacies
Lathrolestes nigrifacies är en stekelart som först beskrevs av Tohru Uchida 1932.  Lathrolestes nigrifacies ingår i släktet Lathrolestes och familjen brokparasitsteklar. Inga underarter finns listade i Catalogue of Life.